# アリス・リッチ・ノースロップ

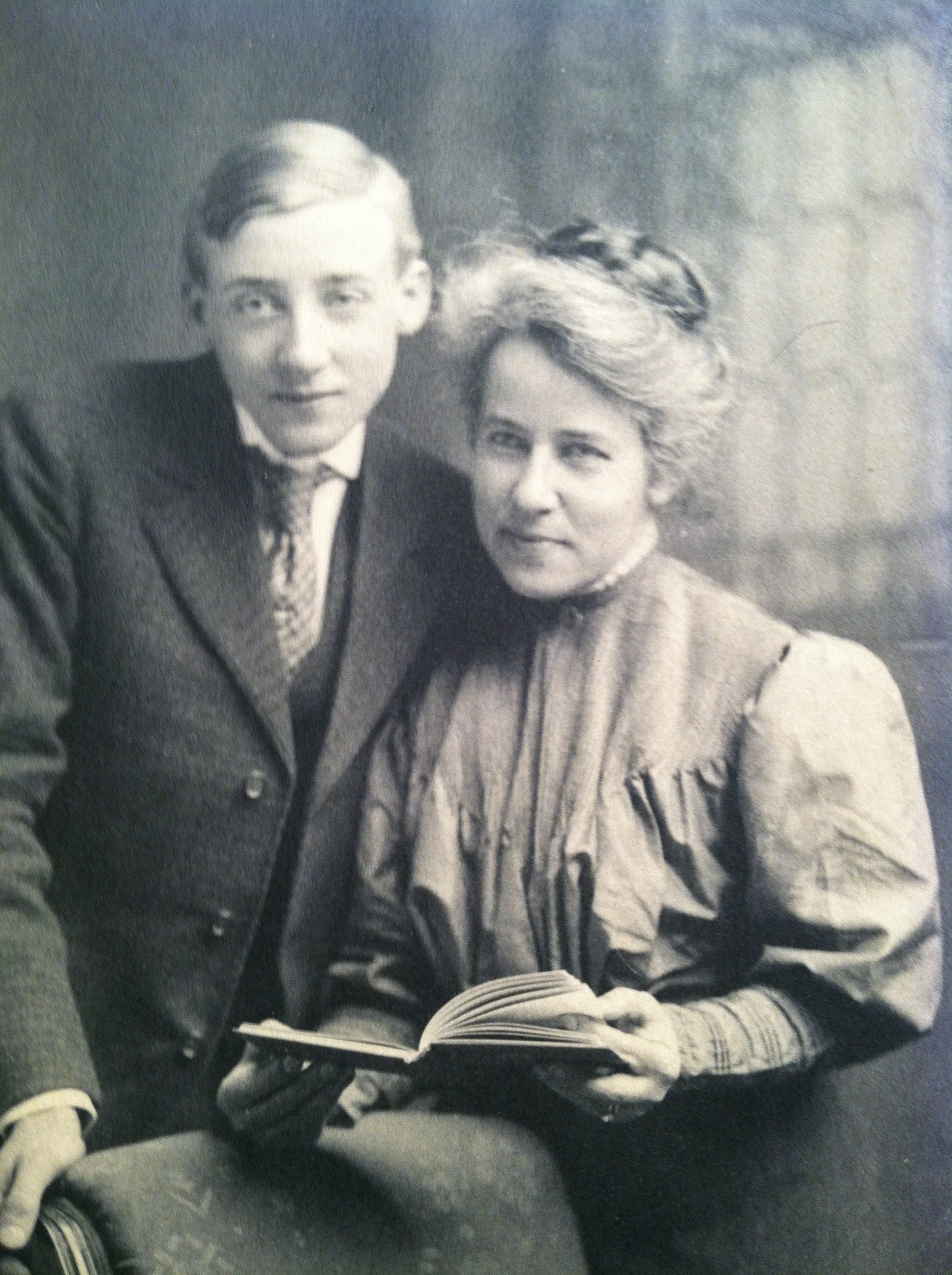
アリス・リッチ・ノースロップと息子のジョン・ノースロップ

アリス・リッチ・ノースロップ（Alice Rich Northrop、結婚前の名Alice Belle Rich、1863年3月6日 - 1922年5月6日）はアメリカ合衆国の教育者、植物学者である。ノーベル化学賞受賞者、ジョン・ノースロップの母親である。

## 略歴
ニューヨークで生まれた。ニューヨークの女子師範学校、ハンターカレッジの植物学の教授を務めた。1889年に、コロンビア大学の動物学の教授、ジョン・イザイア・ノースロップ (John Isaiah Northrop) と結婚した。夫とともに中米、カリブ諸島などを旅行し、バハマでヒガンバナ科の Hymenocallis arenicola やキョウチクトウ科（旧分類ではガガイモ科）の Chromolaena bahamensisなど、18種の新種植物を発見し記載した。夫は2年後、息子の生まれた数日後に実験室の爆発事故で死亡した。教育者としては、師範学校の卒業生の教える生徒の自然教育のために、水槽や植物標本を教室に置くことを進め、市内の生徒を2週間バークシャー山脈の農園で過ごさせる、Alice Rich Northrop Memorial Campをはじめたことなどで知られる。

## 著作
- "A Naturalist in the Bahamas (ca. 1910, in conjunction with husband John Isaiah Northrop)
- Through Field and Woodland, a guide to upland flora in New England (1925)